# Mauro Vieira
Mauro Luiz Iecker Vieira (Río de Janeiro, 15 de febrero de 1951) es un diplomático brasileño. Actual Ministro de las Relaciones Exteriores de Brasil desde el 1 de enero de 2023 en el gabinete del Presidente Lula.

## Biografía
Estudió en el Colegio Salesiano Santa Rosa en Niterói, y Derecho en la Universidad Federal Fluminense.
Diplomático de carrera, formado por el Instituto Rio Branco, fue embajador de Brasil en los Estados Unidos de 2010 a 2015 y, antes de eso, embajador de Brasil en Argentina, de 2004 a 2010.
Fue Ministro de Relaciones Exteriores de Brasil del segundo gobierno de Dilma Rousseff entre 2015 y 2016.
El 16 de agosto de 2016, el Senado de Brasil aprobó su nombramiento por el presidente Michel Temer para el cargo de representante permanente de Brasil ante las Naciones Unidas.